# Arboretum Vrahovice
Arboretum Vrahovice je okrasný park, který se nachází ve Vrahovicích v blízkosti říčky Romže. Je celoročně volně přístupné.

## Informace
Arboretum Vrahovice bylo založeno v roce 2010 Spolkem za staré Vrahovice. Vysazování dřevin probíhalo mezi léty 2010–2015. V roce 2015 bylo slavnostně otevřeno veřejnosti.
Arboretum obsahuje sbírku stromů a keřů, pocházejících z Evropy, Severní Ameriky a jihovýchodní Asie. Jeho funkce je okrasná, rekreační a osvětová. Mezi zastoupenými dřevinami je např. kašťa bělavá, davidie listenová, jírovec drobnokvětý, kysloun stromový, bělas viržinský a kalopanax pestrý.

## Fotogalerie

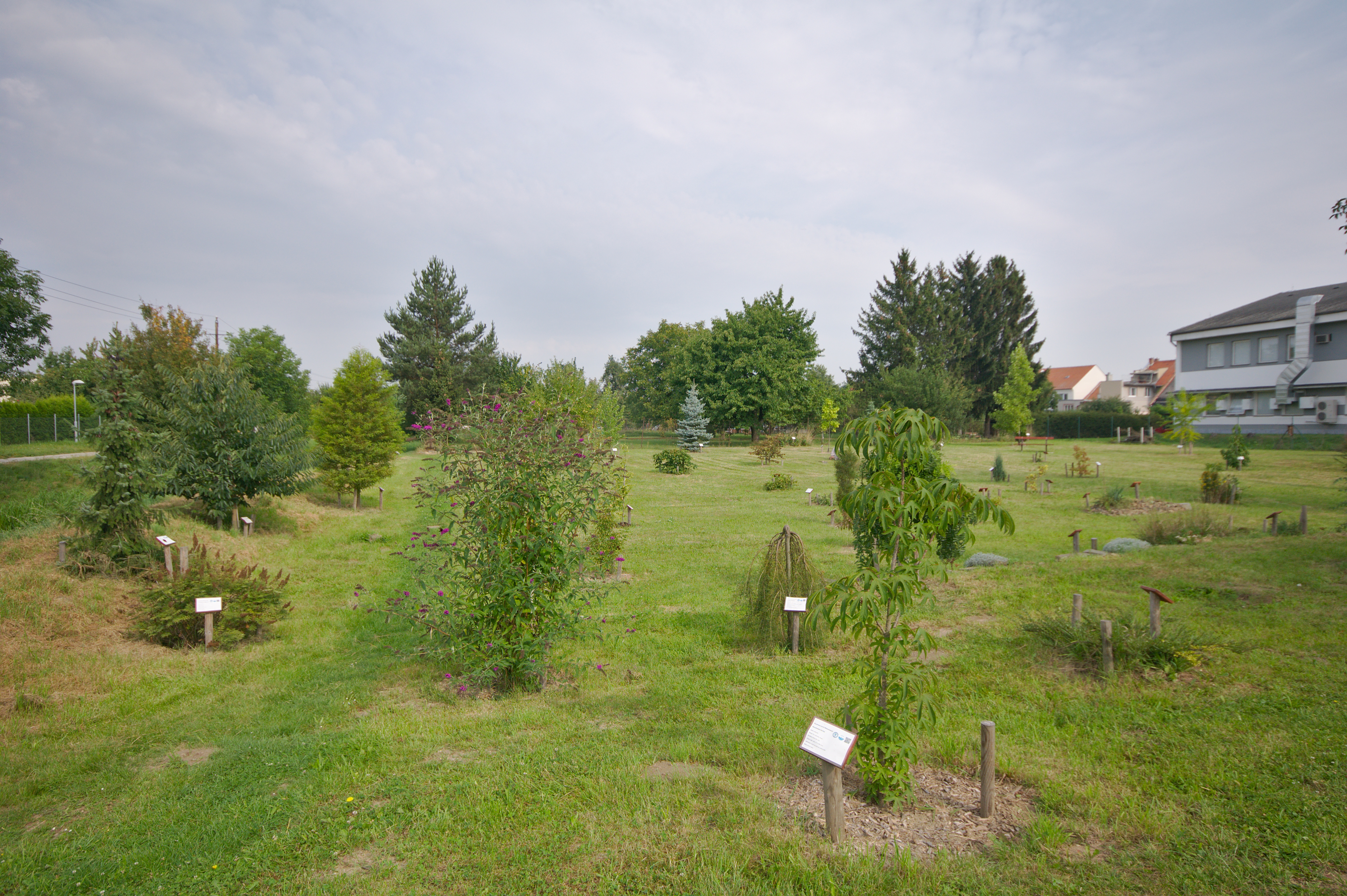
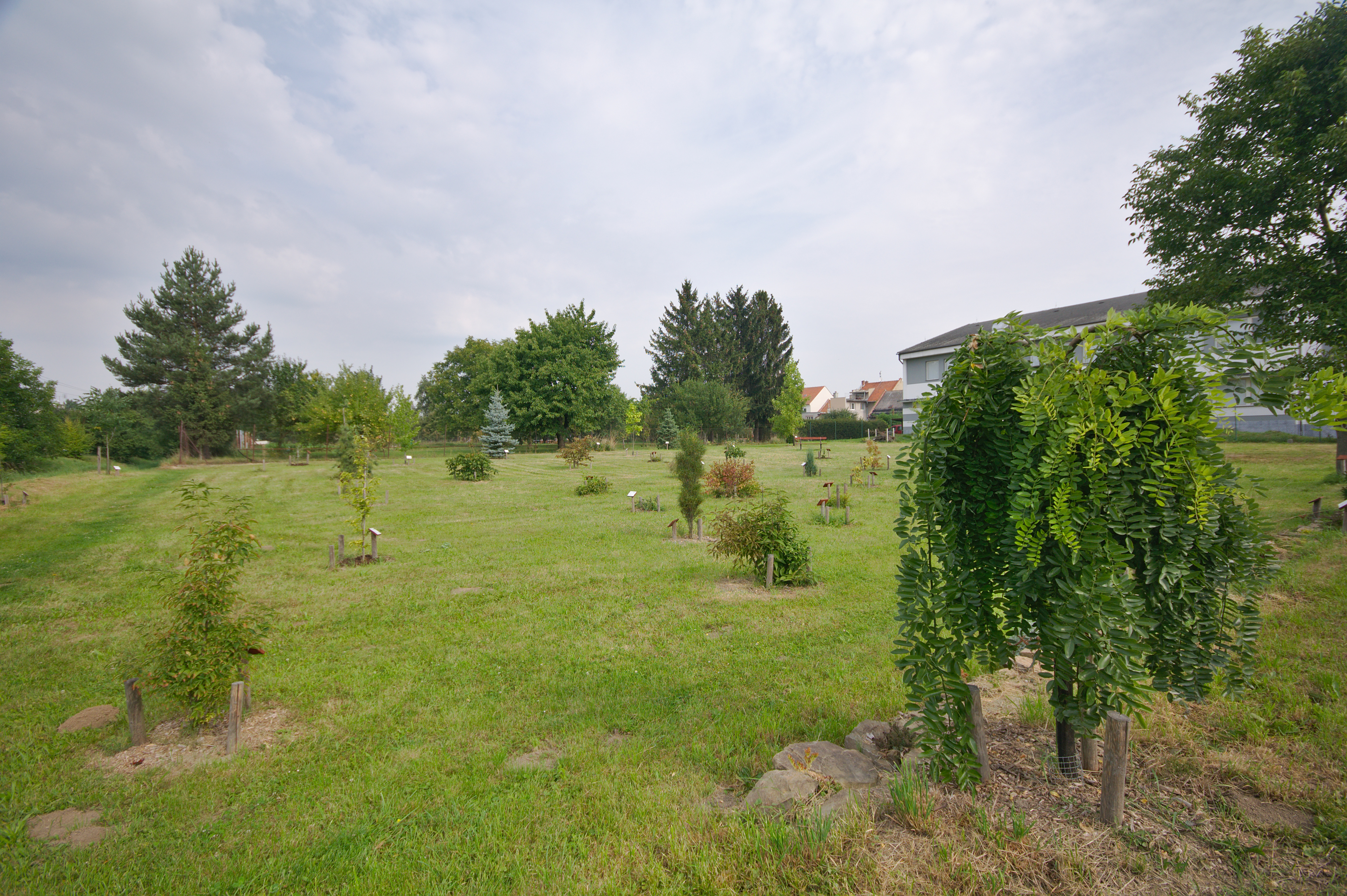
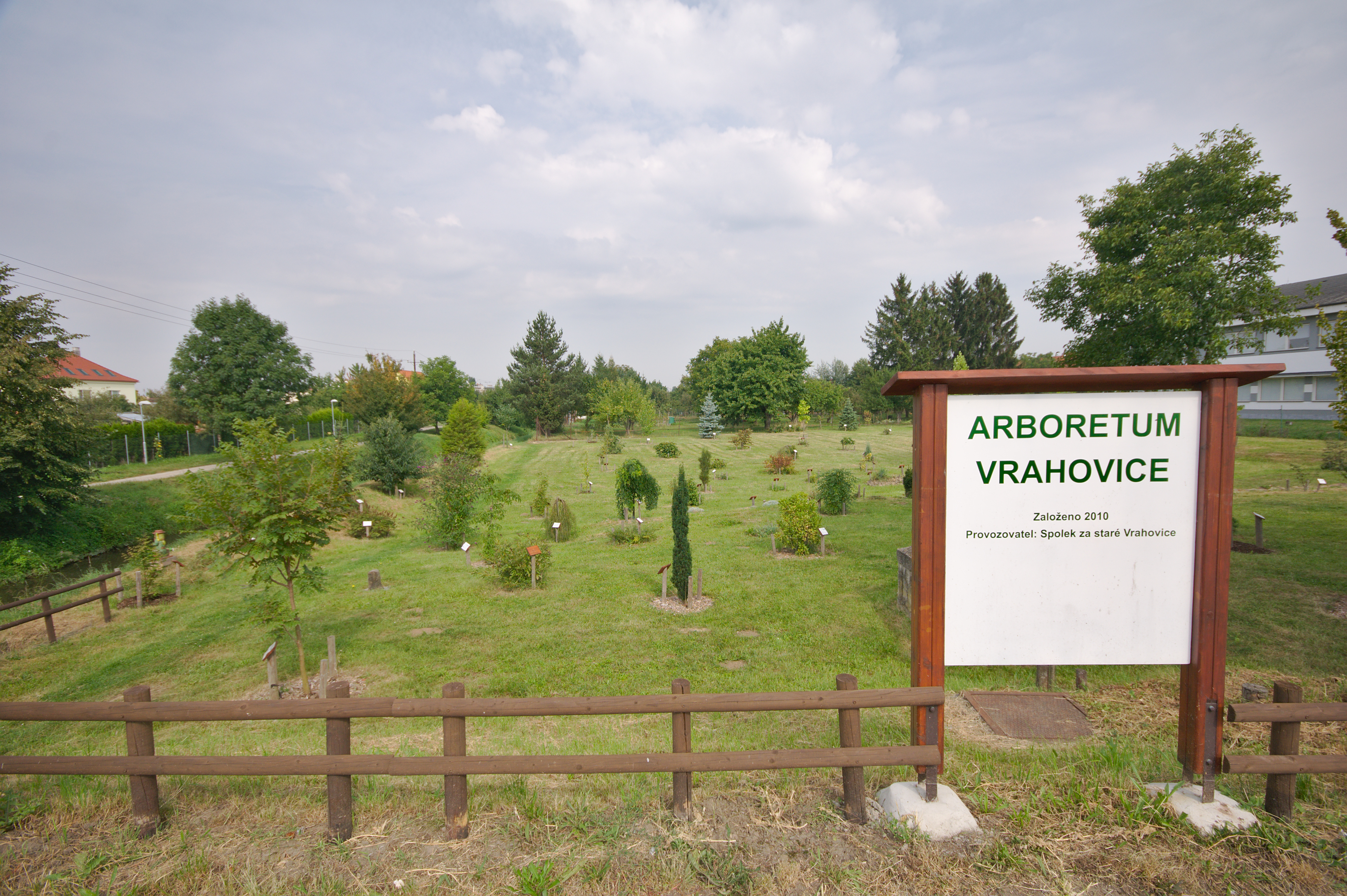
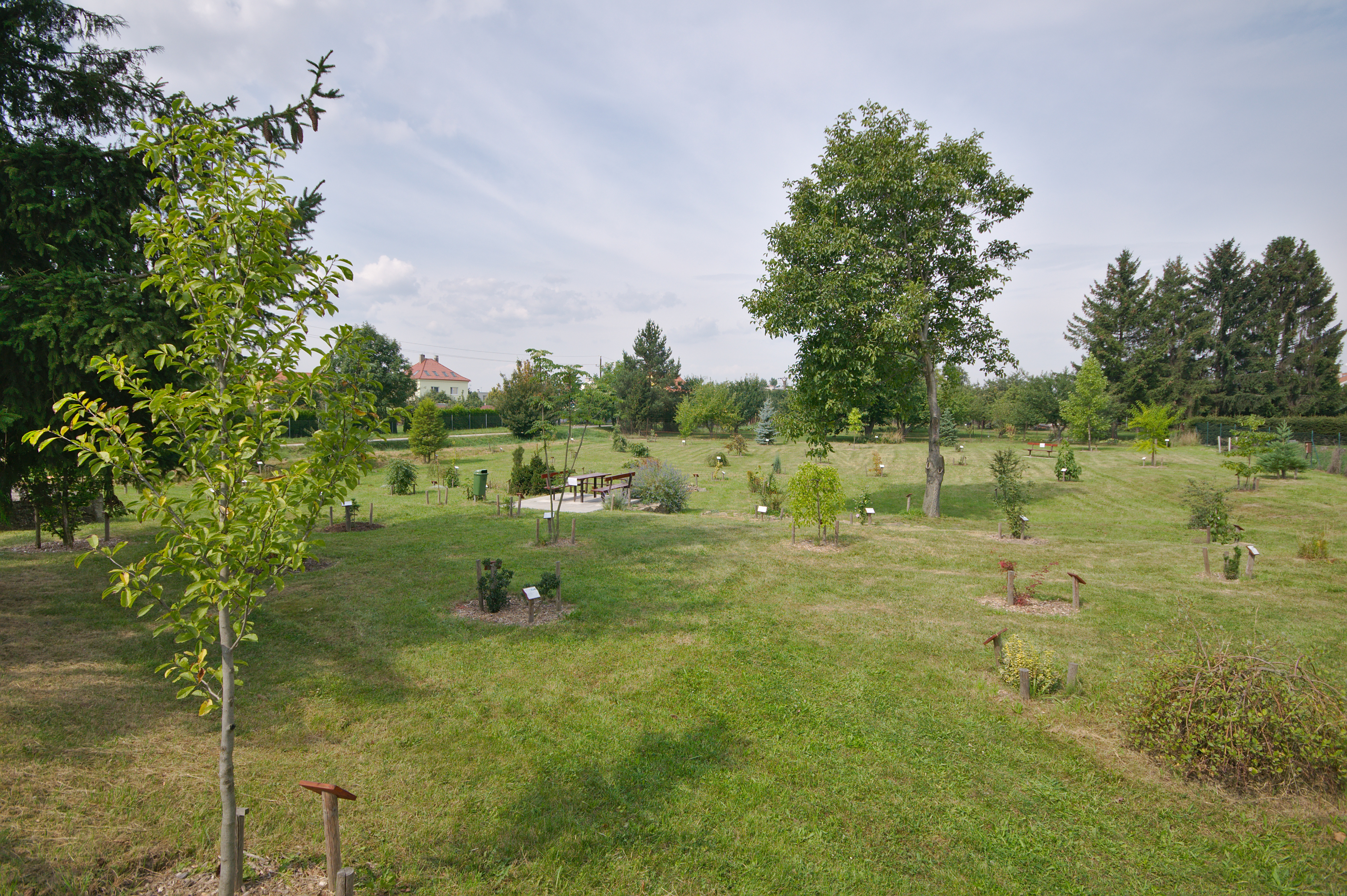
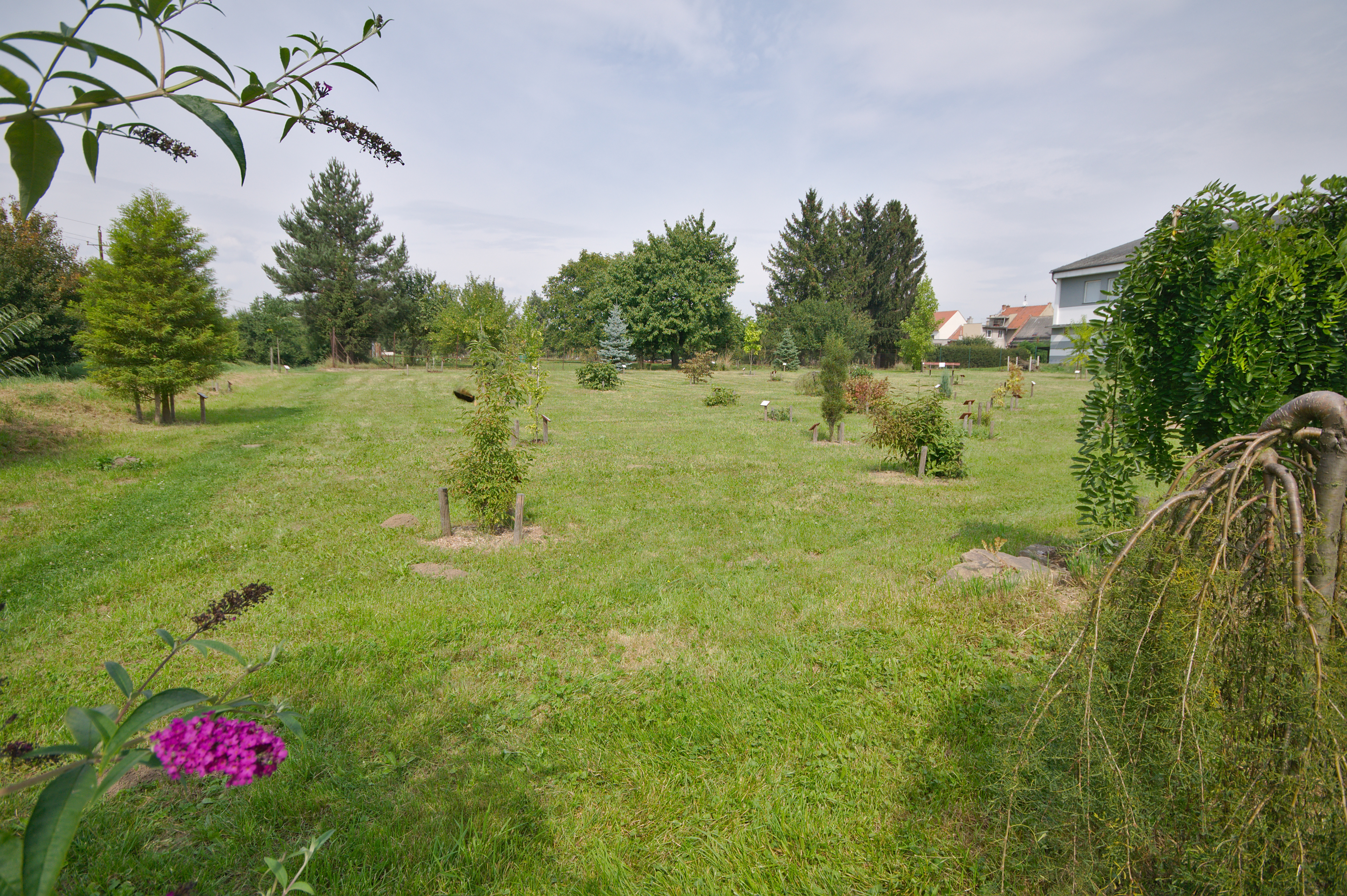
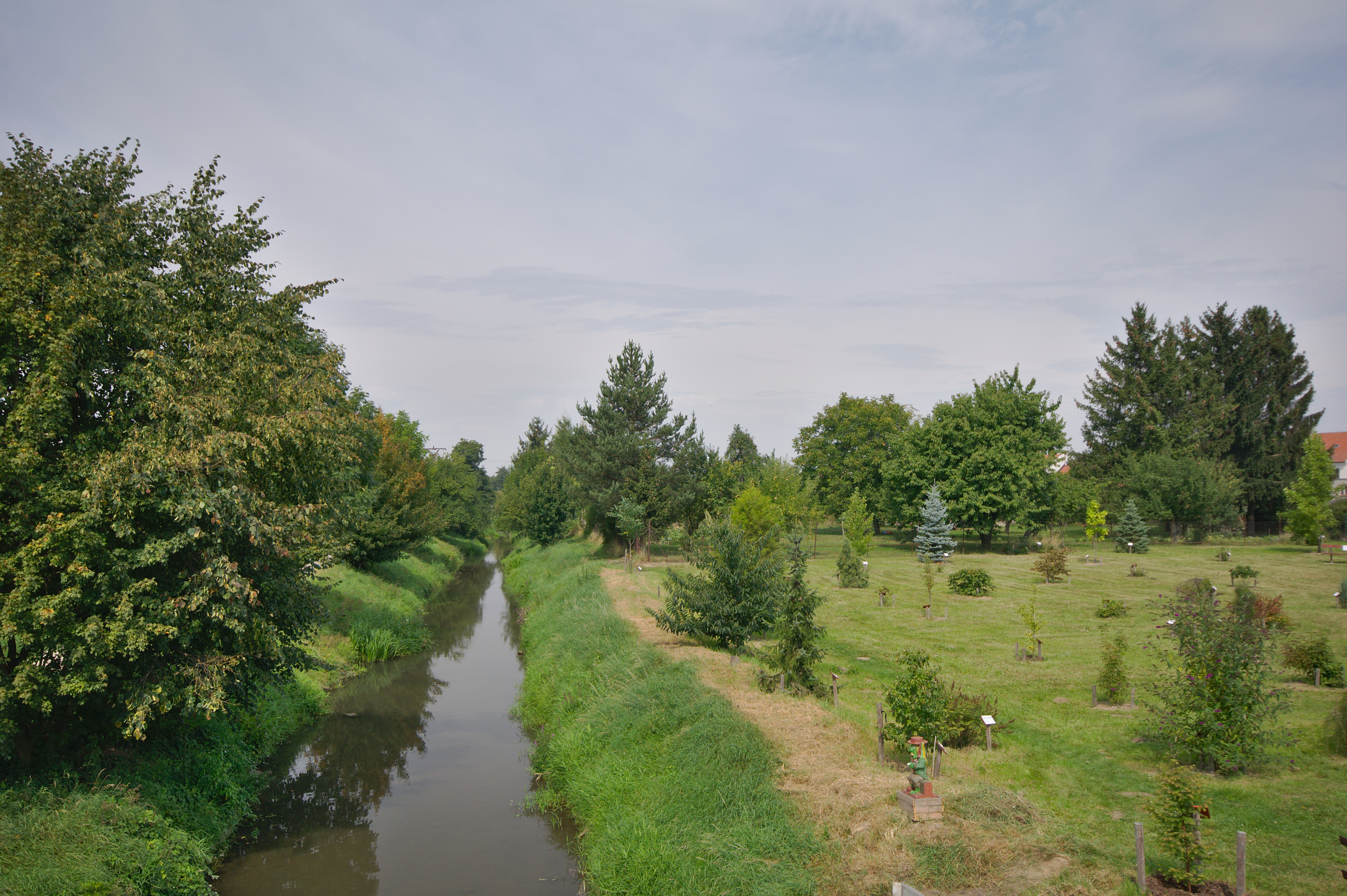